# Le National (Haïti)
Pour les articles homonymes, voir Le National.
Le National est un journal quotidien haïtien, fondé en 2015 par Hervé Lerouge.

## Historique
Le premier numéro paraît le 15 mai 2015.